# Loma
A loma (do castelhano, significando colinas, lombadas) é um montículo artificial de terra formado através do aterramento de uma área na planícies de Moxos e na Amazônia no período pré-colombiano (ou pré-cabralino), uma estrutura elevada para a habitação humana recorrente em muitas áreas das selvas tropicais baixas da América do Sul.
Uma loma (ou teso) é um pedaço de terra elevado construído para a habitação humana. Foram descobertas várias centenas de lomas artificias na Ilha de Marajó, na foz do rio Amazonas, que parecem estar relacionadas em sua maioria com a cultura Marajoara. Construida para proteção em períodos de cheia dos rios (a maré alta), que inundavam durante vários meses algumas áreas do Marajó.
Recentemente, foram descobertas na amazônia equatoriana, no sítio arqueológico de Las Faldas de Sangay, um complexo de centenas de montículos dispersos em uma área de 12 km cujo desenho parece ter sido planejado formalmente. Na Venezuela as lomas e outros trabalhos de terra nas planícies do Orinoco são associados com sociedades de caciques.
Outras lomas pré-colombianas podem ter sido construídas por sociedades menos complexas tais como as culturas arqueológicas no Pantanal brasileiro e no alto rio Paraguai, no pantanal litorâneo da Lagoa Merím no Uruguai e no delta do rio Paraná.
Também estão relacionadas com os extensos sistemas agrícolas de camellones de cultivo, as impressionantes culturas pré-colombianas que construíram montículos nas savanas dos rios São Jorge e Zenu na Colômbia, nas planícies costeiras do Suriname e Guianas, na bacia do Guayas do Equador e nas planícies de Moxos na Bolívia.